# 丁增江措
丁增江措（1941年—2012年4月2日）藏族，西藏类乌齐人，活佛。类乌齐寺第二十三任法台。

## 生平
丁增江措生于类乌齐县，其父名叫甲桑卡，其母名叫思诺（意为思念诺那呼图克图）。诺那呼图克图为其母的父亲。甲桑卡夫妇唯一女儿名叫卓玛拉姆，生于1952年（藏历水龙年）。思诺在怀孕时，梦见了其父亲诺那呼图克图，后者在梦中对她说：“我没有尽到做父亲的责任，但是我会做你的儿子来报答你和利益众生。”后来，甲桑卡夫妇又生下了儿子丁增江措。
8岁时，丁增江措随母亲措卡时，在一块大石上留下了脚印，至今仍保存在类乌齐寺的脚印殿。9岁时，丁增江措来到类乌齐寺，不久便被第六世帕确活佛认定为诺那呼图克图的转世，自此他便随第六世帕确活佛学习。10岁时，他被类乌齐北伏藏寺认证为第五世活佛的转世灵童。13岁时，在第六世帕确活佛前受沙弥戒。同年，入类乌齐寺佛学院，学习6年，因成绩优异而当选为类乌齐寺佛学院的金刚上师。16岁时，在类乌齐寺附近的珠姆寺坐床，正式继任为第六世活佛。
1959年，丁增江措被劳教，直到1979年才恢复自由。
1981年，中华人民共和国实行宗教信仰自由政策。1982年，经国家批准，类乌齐寺恢复为宗教活动场所，丁增江措率信众重建了类乌齐寺的查杰玛大殿及其他建筑。1983年，类乌齐寺恢复之时，在类乌齐寺的老上师和老喇嘛的祈祷之下，丁增江措在以老上师伍金旺秋为主的五位比丘跟前受比丘戒。此后，类乌齐寺恢复了正常的宗教活动。当时，十世班禅在拉萨哲蚌寺开办了西藏藏传佛教尼丘佛学院，延请了一批西藏各寺的大堪布、大学者为老师，丁增江措也成为其中的一员。在佛学院，丁增江措当了很多藏区各大寺院大喇嘛的老师，同时也刻苦自学。
大昭寺恢复举办第一次祈愿大法会时，在十世班禅和甘丹赤巴等学者面前，丁增江措考上了拉让巴格西。此后，丁增江措也有了“康卓格西”的称呼。1985年，类乌齐寺民主管理委员会成立，丁增江措当选为类乌齐寺民主管理委员会主任。当时，有关部门及类乌齐寺希望他回寺主持并管理寺庙。但丁增江措称自己尚未将所有课程教完，自己也没有完全学习完，所以暂不能回来。1987年，十世班禅要求丁增江措做其秘书，类乌齐寺上下及类乌齐县的信教群众闻讯后，直接请求十世班禅让丁增江措回类乌齐寺主持并管理寺庙。十世班禅得知后，最终将丁增江措送回了类乌齐寺。
1988年，丁增江措回到类乌齐寺，并将已经设立的学前班改为佛学院，从而使类乌齐寺的佛学院得以恢复。1992年，查杰玛大殿重建完工，丁增江措和加纳法王共同出席了开光典礼。同年，丁增江措和加纳法王在昌都地区藏医院首次担任修持珍珠丸的主法上师。1993年，丁增江措当选为中国佛教协会理事、昌都地区佛教协会副会长。
1995年，丁增江措邀请达隆法王（即达隆寺的法台）到类乌齐寺为众弟子传法。1998年，丁增江措当选为昌都地区政协副主席、类乌齐县政协副主席，并先后获得了国家和西藏自治区民族团结先进奖。
从1985年到2005年，丁增江措担任类乌齐寺民主管理委员会主任。其间，历任中国佛教协会西藏分会理事、昌都地区政协副主席、昌都地区佛教协会副会长等职务。
丁增江措重建了类乌齐寺佛学院及康区15座闭关所。在丁增江措教导下，先后有500多人受沙弥戒和比丘戒。他在西藏、四川、云南等地的信众中威望极高。他将自己的学识全部传给了第七世帕确活佛（也是丁增江措的外甥）等弟子。2001年起，在丁增江措的安排之下，圆觉宗的两位上师智敏金剛與慧華金剛和其他人士共同帮类乌齐寺修建第六世帕确活佛的吉祥灵塔，以及释迦牟尼脚印殿，圆觉宗的两位上师还建了贝亚达赖上师的见解脱塔、时轮金刚吉祥宝塔、诺拉寺医院、喇嘛住房等等。2002年，丁增江措个人出资9万元，在类乌齐镇创立了卓玛扶贫医院，免费为周边群众诊治，每年该医院的开支均在10万元以上。2008年起，在圆觉宗弟子的发心下，丁增江措还经常带大家放生，并且类乌齐寺同周边寺庙协商禁止了僧人食肉，要求改吃素。
晚年，丁增江措居住在类乌齐寺查杰玛大殿附近的一座二层小楼内，其卧式仅有20平方米，家具、摆设也很朴素。
2012年4月2日（藏历二月初十日），正值莲花生大师的吉祥日子，丁增江措圆寂。